# Liste der Baudenkmäler in Huisheim

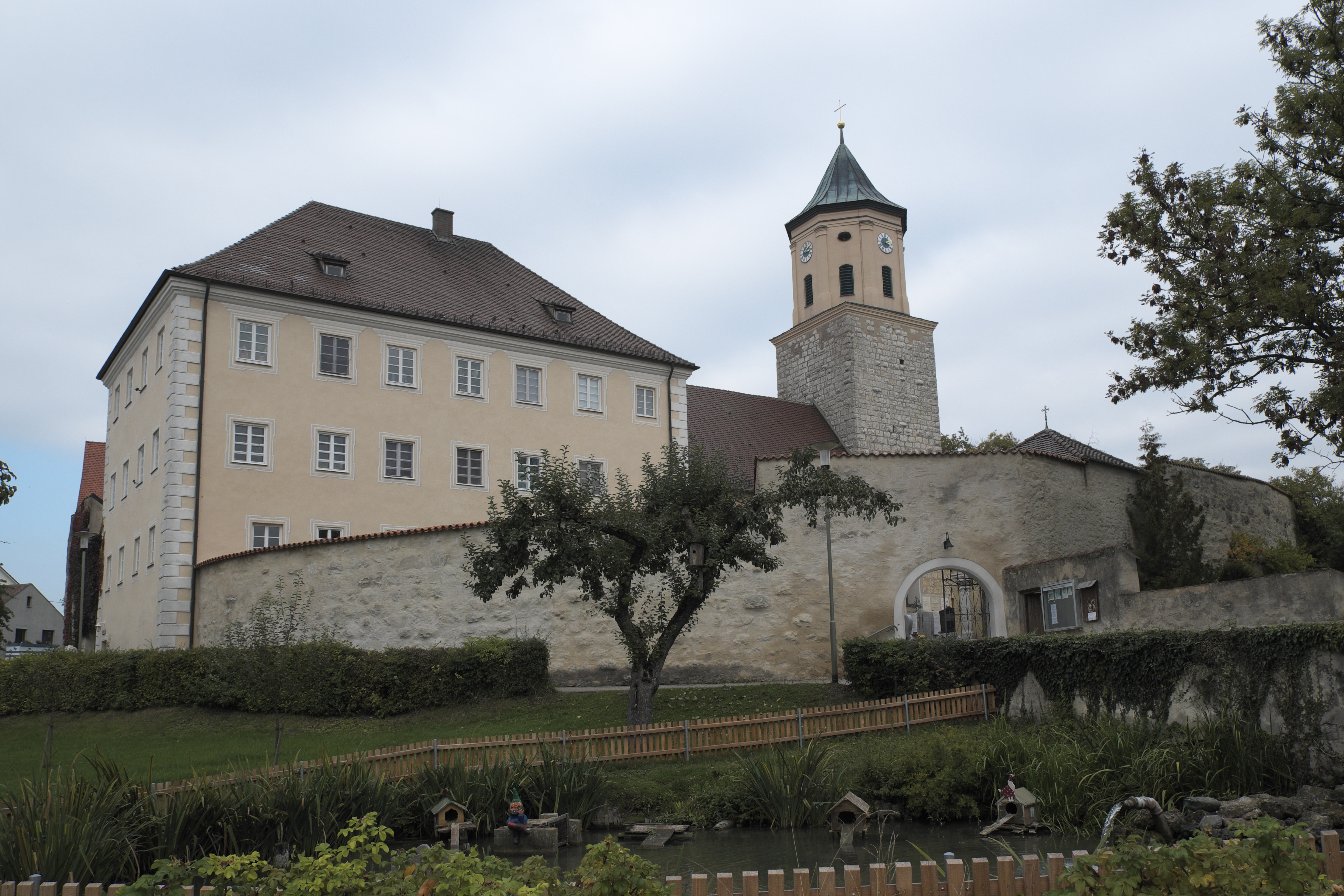
Burg von Gosheim

Auf dieser Seite sind die Baudenkmäler in der schwäbischen Gemeinde Huisheim zusammengestellt. Diese Tabelle ist eine Teilliste der Liste der Baudenkmäler in Bayern. Grundlage ist die Bayerische Denkmalliste, die auf Basis des Bayerischen Denkmalschutzgesetzes vom 1. Oktober 1973 erstmals erstellt wurde und seither durch das Bayerische Landesamt für Denkmalpflege geführt wird. Die folgenden Angaben ersetzen nicht die rechtsverbindliche Auskunft der Denkmalschutzbehörde.

## Baudenkmäler nach Ortsteilen

### Huisheim
| Lage                                        | Objekt                                                                          | Beschreibung | Akten-Nr.              | Bild           |
| ------------------------------------------- | ------------------------------------------------------------------------------- | --- | ---------------------- | -------------- |
| Am Bergle 1 (Standort)                      | Ehemaliges Kaisheimer Amtshaus, ab 1731 katholisches Pfarrhaus, jetzt Pfarrheim | Zweigeschossiger Satteldachbau im Kern spätes 16. Jahrhundert, um 1700 verändert, nördlicher Anbau wohl 20. Jahrhundert; mit Ausstattung | D-7-79-167-14 Wikidata | BW             |
| Hauptstraße 12 (Standort)                   | Katholische Pfarrkirche St. Vitus                                               | Chorturmkirche, Langhaus mit eingezogenem Rechteckschor und Volutengiebel, Chorturm mit Eckquaderung und Oktogon sowie mit Sakristeianbauten nördlich und östlich am Turm, Turmunterbau spätgotisch, wohl 15. Jahrhundert, „1723“ (bezeichnet) Neubau von Langhaus und wohl auch von Turmoktogon und Sakristeien, Spitzhelm wohl 19. Jahrhundert; mit Ausstattung (siehe auch: Kanzel). Friedhofsmauer, mit Strebepfeilern und rundbogigem Durchgang im Westen, 16./17. Jahrhundert | D-7-79-167-1 Wikidata  | weitere Bilder |
| Hauptstraße 17 (Standort)                   | Ehemaliges Kaisheimer Amtshaus, jetzt Gasthaus                                  | Zweigeschossiger Satteldachbau auf winkligem Grundriss mit reicher Stuckfassade mit Segmentbogen- und Dreiecksgiebeln über den Fenstern, Figurennische, Biedermeiertür und Freitreppe, frühes 18. Jahrhundert; mit Ausstattung Nebengebäude, Satteldachbau, durch einen modernen Zwischenbau mit dem Hauptgebäude verbunden, frühes 18. Jahrhundert, modern überformt Hofmauer mit korbbogiger Durchfahrt, frühes 18. Jahrhundert                                                   | D-7-79-167-2 Wikidata  | BW             |
| Unterdorfstraße 36 (Standort)               | Hofkapelle                                                                      | Rechteckiges Gehäuse mit Satteldach, 20. Jahrhundert | D-7-79-167-4 Wikidata  | BW             |
| Kapellenfeld 10 a (Standort)                | Hofkapelle                                                                      | Rechteckiges Gehäuse mit Satteldach, stichbogiger Öffnung und Strebepfeilern, zweite Hälfte 19. Jahrhundert; mit Ausstattung | D-7-79-167-5 Wikidata  | BW             |
| am Flurweg nach Gosheim (Standort)          | Wegkapelle                                                                      | Rechteckiges Gehäuse mit korbbogigem Schluss, Satteldach und stichbogigem Eingang, 19. Jahrhundert | D-7-79-167-7 Wikidata  | BW             |
| Sankt-Sebastian-Straße 1 (Standort)         | Katholische Kapelle St. Sebastian                                               | Saalbau mit halbrundem Schluss und Vorhalle im Westen, Westfassade mit geschweiftem Volutengiebel, Pilastergliederung, pilastergerahmtem Portal mit Segmentbogengiebel, kräftig profilierten Gesimsen und oktogonalem Dachreiter, im Norden Sakristeianbau, 1731 anstelle eines Vorgängerbaus errichtet | D-7-79-167-3 Wikidata  | BW             |
| an der Staatsstraße nach Gosheim (Standort) | Wegkapelle                                                                      | Rechteckiges, korbbogig geschlossenes Gehäuse mit stichbogiger Öffnung, Trauf- und Giebelgesims sowie rundbogiger Figurennische im Giebelfeld, 19. Jahrhundert; mit Ausstattung | D-7-79-167-6 Wikidata  | BW             |

### Gosheim
| Lage                                               | Objekt                                   | Beschreibung | Akten-Nr.              | Bild             |
| -------------------------------------------------- | ---------------------------------------- | --- | ---------------------- | ---------------- |
| Badgasse (Standort)                                | Transformatorenhaus                      | schlanker Turm über quadratischem Grundriss mit genutetem Sockelgeschoss und Pyramidendach, um 1920 | D-7-79-167-17          | BW               |
| Bergstraße (Standort)                              | Brücke                                   | Steinbrücke über den ehemaligen Burggraben, 18. Jahrhundert Brückenfigur, heiliger Johannes von Nepomuk, von Bildhauer Meyr, „1773“ (bezeichnet) | D-7-79-167-10 Wikidata | BW               |
| auf dem Flachsberg östlich über dem Ort (Standort) | Kalvarienkapelle                         | Herz-Jesu-Kapelle, rechteckiges Gehäuse mit dreiseitigem Schluss, Lisenengliederung, kräftigem Trauf- und Giebelgesims, Giebeleinfassung am Portal sowie aufgeputzten Kragsteinen über den Fenstern, 1892; mit Ausstattung 14 Kreuzwegstationen, rechteckiges Gehäuse mit Sockelzone, gestuftem Kreuzaufsatz und rechteckigen Nischen mit neugotischen Reliefs, 1890 Kruzifix, 1890 | D-7-79-167-11 Wikidata | Kalvarienkapelle |
| Schloßplatz 3 (Standort)                           | Ehemaliges Schloss, jetzt auch Pfarrhaus | Viergeschossiger Walmdachbau mit aufgeputzter Eckquaderung und profiliertem Traufgesims, westlich an die Kirche angebaut, auf mittelalterlichen Grundmauern, im Kern 16. Jahrhundert, im 17./18. Jahrhundert barockisiert Stadel, erdgeschossiger Bau mit steilem Satteldach, um 1686 (dendrochronologisch datiert) | D-7-79-167-8 Wikidata  | weitere Bilder   |
| Schloßplatz 5 (Standort)                           | Katholische Pfarrkirche Mariä Geburt     | Östlich an das Pfarrhaus anstoßende Chorturmkirche, Saalbau mit eingezogenem Rechteckschor im Turm mit Pilastergliederung am Oktogon und Sakristeianbau im Osten unverputzter Turmunterbau ehemaliger Bergfried der abgegangenen Burg Gosheim, um 1250, um 1730 ff. Neubau von Kirche, Sakristei und Turmpolygon durch Daniel Bachmayr, 1838 Turmdach; mit Ausstattung Friedhofsmauer, ehemalige Burgbefestigung, mit Tor und Graben, Unterbau um 1250, „1695“ (bezeichnet) erneuert Beinhaus, zweigeschossiger, pilastergegliederter Karner mit kräftig profilierten sowie verkröpften Gesimsen und flachem Zeltdach, zweite Hälfte 17. Jahrhundert; mit Ausstattung | D-7-79-167-9 Wikidata  | weitere Bilder   |
| Spielberg (Standort)                               | Wegkapelle                               | kleiner Satteldachbau mit Gurt- und Giebelgesims, 1. Hälfte 19. Jahrhundert; mit Ausstattung | D-7-79-167-16          | BW               |

### Haunzenmühle
| Lage                      | Objekt          | Beschreibung                                                     | Akten-Nr.              | Bild            |
| ------------------------- | --------------- | ---------------------------------------------------------------- | ---------------------- | --------------- |
| Haunzenmühle 1 (Standort) | Ehemalige Mühle | Zweigeschossiger Satteldachbau, 18. Jahrhundert; mit Ausstattung | D-7-79-167-15 Wikidata | Ehemalige Mühle |

### Kriegsstatthof
| Lage                                          | Objekt           | Beschreibung | Akten-Nr.     | Bild |
| --------------------------------------------- | ---------------- | --- | ------------- | ---- |
| Kriegsstatthof 1, Jungenbauernfeld (Standort) | Zwei Grenzsteine | Teile der 1533 festgelegten Landesgrenze zwischen Pfalz-Neuburg und Oettingen, konische Vierkantstelen, verschiedene Jurakalksteinvarietäten, wohl 1601 erneuert; Nr. 1 seit 1533 in der Stube des Kriegsstatthofs bezeugt | D-7-79-167-22 | BW   |

### Mathesmühle
| Lage                        | Objekt     | Beschreibung | Akten-Nr.              | Bild |
| --------------------------- | ---------- | --- | ---------------------- | ---- |
| Nähe Mathesmühle (Standort) | Wegkapelle | Rechteckiges Gehäuse mit Satteldach und profiliertem Trauf- und Giebelgesims, erste Hälfte 19. Jahrhundert; mit Ausstattung | D-7-79-167-12 Wikidata | BW   |

### Pflegermühle
| Lage                      | Objekt     | Beschreibung | Akten-Nr.              | Bild |
| ------------------------- | ---------- | --- | ---------------------- | ---- |
| Pflegermühle 1 (Standort) | Hofkapelle | Neugotisches, rechteckiges Gehäuse mit eingezogenem Schluss und Dachreiter im Osten, zweite Hälfte 19. Jahrhundert; mit Ausstattung | D-7-79-167-13 Wikidata | BW   |